# Encarsia clariscutellum
Encarsia clariscutellum är en stekelart som först beskrevs av Girault 1915.  Encarsia clariscutellum ingår i släktet Encarsia och familjen växtlussteklar. Inga underarter finns listade i Catalogue of Life.